# Carcinonemertes wickhami
Carcinonemertes wickhami är en djurart som tillhör fylumet slemmaskar, och som beskrevs av Oakley Shields och Kuris 1990. Carcinonemertes wickhami ingår i släktet Carcinonemertes och familjen Carcinonemertidae. Inga underarter finns listade i Catalogue of Life.